# 조 토리
조셉 폴 토리(Joseph Paul Torre, 1940년 7월 18일 ~ )는 미국 메이저 리그에서 활약했던 선수 및 감독이었다. 형 프랭크 토리(Frank Torre)도 메이저 리그 선수였다. 9회의 올스타전 출전 경력을 가지고 있으며, 포수, 1루수, 3루수를 포지션으로 밀워키/애틀랜타 브레이브스와 뉴욕 메츠, 그리고 세인트루이스 카디널스에서 뛰었다. 은퇴 후에는 5개의 팀에서 감독을 역임했다.

1996년부터 2007년까지 뉴욕 양키스에서 감독 생활을 하는 동안, 뉴욕 양키스는 매년 포스트 시즌에 진출했고, 10번의 아메리칸 리그 동부지구 우승을 해냈으며, 6번의 아메리칸 리그 우승과 4번의 월드 시리즈 우승을 했다. 그 기간 동안 .605의 승률을 기록했다. 2,326승으로 현재 메이저 리그 감독 다승 순위 5위에 올라있다.

## 선수 생활
1960년 아마추어 자유계약 선수로 밀워키 브레이브스(현재의 애틀랜타 브레이브스)에 입단해, 같은 해 9월 25일 메이저 리그에 승격되어 데뷔했다. 원래 포지션은 포수였지만 1루수도 맡았다. 1963년부터 1967년까지 5년 연속으로 올스타전에 출장하고, 1965년에는 골드 글러브를 수상했다.

1969년 시즌 개막 이전에 세인트루이스 카디널스의 올랜도 세페다(Orlando Cepeda)와 트레이드되었다. 카디널스 팀에는 명 포수 팀 맥카버(Tim McCarver) 있었기 때문에 주로 1루수로 출전했는데 1970년에 맥카버가 필라델피아 필리스로 트레이드되면서 잠깐동안 다시 포수를 맡게 되지만, 1971년에 유망주 테드 시몬스(Ted Simmons)가 성장함에 따라 3루수로 전향했다.

카디널스 시절인 1970년부터 1973년까지 4년 연속 올스타전 출장을 하면서, 1971년에는 선수로서의 커리어 하이를 기록하는데, 137 타점, 타율 .363, 최다 안타, 최고 루타로 내셔널리그 MVP를 수상했다.
1974년 시즌 후 뉴욕 메츠로 트레이드되었다가 1977년에 은퇴했다.

선수생활 18년 간의 통산 성적은 타율 .297, 252 홈런, 1,185 타점, 2,342 안타를 기록했다.

## 지도자 생활

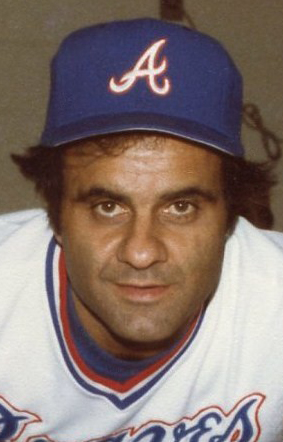
1982년의 조 토리

1977년 시즌 도중에 뉴욕 메츠의 감독으로 취임하는데 처음에는 선수 겸임 감독으로 가끔 대타 출장을 했다. 1981년까지 뉴욕 메츠의 감독을 맡았지만 포스트시즌 진출은 이루지 못했다.
1982년부터는 애틀랜타 브레이브스의 감독으로 취임해, 첫 해에 서부지구 우승을 이루지만 이후 1983년에는 지구 2위, 1984년에는 3위로 밀려나면서 감독 자리에서 물러났다.
1985년부터 몇 년간 TV 해설가로 활약하다 1990년에 세인트루이스 카디널스의 감독으로 현장에 복귀하지만, 포스트 시즌 진출을 해내지 못하면서 1995년 시즌 중에 해임되었다.

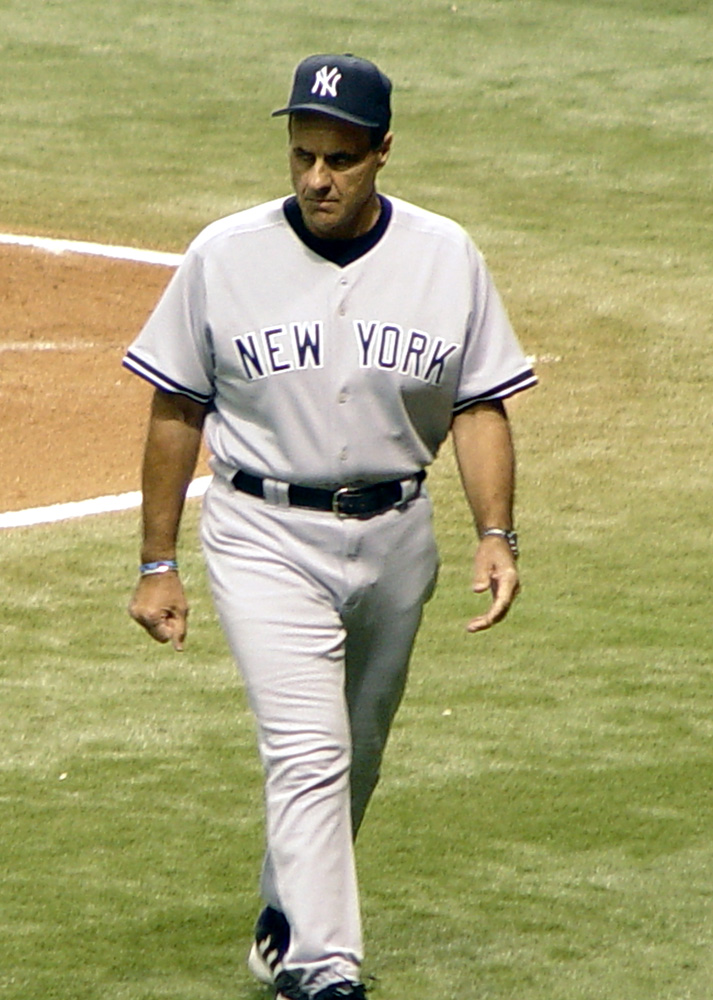
2005 시즌 중 토리

1995년 11월 2일에 뉴욕 양키스의 감독으로 취임하여 1996년에 뉴욕 양키스를 18년 만에 월드시리즈 우승을 시키고, 1998년부터 2000년에 걸쳐 월드시리즈 3연패를 이룬다. 12년 동안 지구 우승 10회, 와일드 카드 2회로 전 시즌 포스트 시즌 진출하는 위업을 달성했다.

2007년 6월 7일에 시카고전에서 승리를 거둬 메이저 리그 사상 10번째의 감독 통산 2천승을 달성해, 사상 최초로 '선수로서 2천승, 감독으로 2천승'을 달성했다. 하지만 디비전 시리즈에서 클리블랜드 인디언스에 시리즈 전적 3-1로 패배하면서 7년 동안 월드시리즈 우승이 없었다.

양키스 구단은 재계약을 논의하면서 1년 500만 달러에 포스트 시즌 단계마다 승리 시 100만 달러를 더해, 2008년 월드시리즈에 진출하면 2009년에는 총 800만 달러를 지급하는 조건을 제시했지만, 이러한 조건을 모욕으로 받아들여 계약을 거절하고, 10월 18일에 사임했다.

같은 해 11월 1일에 LA 다저스로부터 감독 제의가 오자, 3년 계약에 연봉 총액 1,300만 달러의 조건으로 감독직을 승락했다. 취임 첫 해인 2008년은 어린 선수들과 베테랑의 적절한 기용으로 지구 우승을 달성했고, 2009년에는 초반부터 치고 나가 31년 만에 지구 우승 2연패를 달성했다. 2010년 시즌 종료 후에 감독직을 사임했고, 후임 감독은 뉴욕 양키스 시절부터 코치로 보좌해 온 돈 매팅리가 이어받게 되었다.
2013년 월드 베이스볼 클래식 미국 야구 국가대표팀 감독으로 선임되었으나, 2라운드에서 탈락했다.

## 통산 성적

### 연도별 타격 성적
| 연 도      | 소 속      | 경 기 | 타 석 | 타 수 | 득 점 | 안 타 | 2 루 타 | 3 루 타 | 홈 런 | 루 타 | 타 점 | 도 루 | 도 루 자 | 희 생 번 | 희 생 플 | 볼 넷 | 고 4 | 사 구 | 삼 진 | 병 살 타 | 타 율 | 출 루 율 | 장 타 율 | O P S |
| ---------- | ---------- | ----- | ----- | ----- | ----- | ----- | ------- | ------- | ----- | ----- | ----- | ----- | -------- | -------- | -------- | ----- | ---- | ----- | ----- | -------- | ----- | -------- | -------- | ----- |
| 1960년     | MLN        | 2     | 2     | 2     | 0     | 1     | 0       | 0       | 0     | 1     | 0     | 0     | 0        | 0        | 0        | 0     | 0    | 0     | 1     | 0        | .500  | .500     | .500     | 1.000 |
| 1961년     | MLN        | 113   | 441   | 406   | 40    | 113   | 21      | 4       | 10    | 172   | 42    | 3     | 5        | 2        | 1        | 28    | 4    | 4     | 60    | 10       | .278  | .330     | .424     | .754  |
| 1962년     | MLN        | 80    | 248   | 220   | 23    | 62    | 8       | 1       | 5     | 87    | 26    | 1     | 0        | 0        | 2        | 24    | 2    | 2     | 24    | 6        | .282  | .355     | .395     | .750  |
| 1963년     | MLN        | 142   | 556   | 501   | 57    | 147   | 19      | 4       | 14    | 216   | 71    | 1     | 5        | 1        | 7        | 42    | 4    | 5     | 79    | 19       | .293  | .350     | .431     | .781  |
| 1964년     | MLN        | 154   | 646   | 601   | 87    | 193   | 36      | 5       | 20    | 299   | 109   | 2     | 4        | 0        | 2        | 36    | 4    | 7     | 67    | 26       | .321  | .365     | .498     | .863  |
| 1965년     | MLN        | 148   | 594   | 523   | 68    | 152   | 21      | 1       | 27    | 256   | 80    | 0     | 1        | 0        | 2        | 61    | 7    | 8     | 79    | 22       | .291  | .372     | .489     | .861  |
| 1966년     | ATL        | 148   | 614   | 546   | 83    | 172   | 20      | 3       | 36    | 306   | 101   | 0     | 4        | 2        | 4        | 60    | 8    | 2     | 61    | 18       | .315  | .382     | .560     | .942  |
| 1967년     | ATL        | 135   | 534   | 477   | 67    | 132   | 18      | 1       | 20    | 212   | 68    | 2     | 2        | 1        | 4        | 49    | 7    | 3     | 75    | 22       | .277  | .345     | .444     | .789  |
| 1968년     | ATL        | 115   | 464   | 424   | 45    | 115   | 11      | 2       | 10    | 160   | 55    | 1     | 0        | 0        | 1        | 34    | 7    | 5     | 72    | 15       | .271  | .332     | .377     | .709  |
| 1969년     | STL        | 159   | 678   | 602   | 72    | 174   | 29      | 6       | 18    | 269   | 101   | 0     | 0        | 0        | 5        | 66    | 13   | 5     | 85    | 10       | .289  | .361     | .447     | .808  |
| 1970년     | STL        | 161   | 704   | 624   | 89    | 203   | 27      | 9       | 21    | 311   | 100   | 2     | 2        | 0        | 3        | 70    | 10   | 7     | 91    | 23       | .325  | .398     | .498     | .896  |
| 1971년     | STL        | 161   | 707   | 634   | 97    | 230   | 34      | 8       | 24    | 352   | 137   | 4     | 1        | 1        | 5        | 63    | 20   | 4     | 70    | 18       | .363  | .421     | .555     | .976  |
| 1972년     | STL        | 149   | 613   | 544   | 71    | 157   | 26      | 6       | 11    | 228   | 81    | 3     | 0        | 0        | 7        | 54    | 13   | 8     | 64    | 19       | .289  | .357     | .419     | .776  |
| 1973년     | STL        | 141   | 596   | 519   | 67    | 149   | 17      | 2       | 13    | 209   | 69    | 2     | 0        | 1        | 1        | 65    | 14   | 10    | 78    | 20       | .287  | .376     | .403     | .779  |
| 1974년     | STL        | 147   | 610   | 529   | 59    | 149   | 28      | 1       | 11    | 212   | 70    | 1     | 2        | 1        | 3        | 69    | 9    | 8     | 88    | 15       | .282  | .371     | .401     | .772  |
| 1975년     | NYM        | 114   | 400   | 361   | 33    | 89    | 16      | 3       | 6     | 129   | 35    | 0     | 0        | 2        | 0        | 35    | 3    | 2     | 55    | 22       | .247  | .317     | .357     | .674  |
| 1976년     | NYM        | 114   | 340   | 310   | 36    | 95    | 10      | 3       | 5     | 126   | 31    | 1     | 3        | 2        | 2        | 21    | 1    | 5     | 35    | 16       | .306  | .358     | .406     | .764  |
| 1977년     | NYM        | 26    | 54    | 51    | 2     | 9     | 3       | 0       | 1     | 15    | 9     | 0     | 0        | 0        | 1        | 2     | 1    | 0     | 10    | 3        | .176  | .204     | .294     | .498  |
| 통산：18년 | 통산：18년 | 2209  | 8801  | 7874  | 996   | 2342  | 344     | 59      | 252   | 3560  | 1185  | 23    | 29       | 13       | 50       | 779   | 127  | 85    | 1094  | 284      | .297  | .365     | .452     | .817  |

- 굵은 글씨는 시즌 최고

### 감독 성적
| 연도 | 나이 | 팀                    | 리그 |         | 경기 | 승   | 패   | 승률  | 순위 | 비고                                 |
| 1977 | 36   | 뉴욕 메츠             | NL   | 두 번째 | 117  | 49   | 68   | 0.419 | 6    | 선수 겸 감독                         |
| 1978 | 37   | 뉴욕 메츠             | NL   |         | 162  | 66   | 96   | 0.407 | 6    |                                      |
| 1979 | 38   | 뉴욕 메츠             | NL   |         | 163  | 63   | 99   | 0.389 | 6    |                                      |
| 1980 | 39   | 뉴욕 메츠             | NL   |         | 162  | 67   | 95   | 0.414 | 5    |                                      |
| 1981 | 40   | 뉴욕 메츠             | NL   |         | 52   | 17   | 34   | 0.333 | 5    | 전기리그                             |
| 1981 | 40   | 뉴욕 메츠             | NL   |         | 53   | 24   | 28   | 0.462 | 4    | 후기리그                             |
| 1982 | 41   | 애틀란타 브레이브스   | NL   |         | 162  | 89   | 73   | 0.549 | 1    |                                      |
| 1983 | 42   | 애틀란타 브레이브스   | NL   |         | 162  | 88   | 74   | 0.543 | 2    |                                      |
| 1984 | 43   | 애틀란타 브레이브스   | NL   |         | 162  | 80   | 82   | 0.494 | 3    |                                      |
| 1990 | 49   | 세인트루이스 카디널스 | NL   | 세 번째 | 58   | 24   | 34   | 0.414 | 6    |                                      |
| 1991 | 50   | 세인트루이스 카디널스 | NL   |         | 162  | 84   | 78   | 0.519 | 2    |                                      |
| 1992 | 51   | 세인트루이스 카디널스 | NL   |         | 162  | 83   | 79   | 0.512 | 3    |                                      |
| 1993 | 52   | 세인트루이스 카디널스 | NL   |         | 162  | 87   | 75   | 0.537 | 3    |                                      |
| 1994 | 53   | 세인트루이스 카디널스 | NL   |         | 115  | 53   | 61   | 0.465 | 3    |                                      |
| 1995 | 54   | 세인트루이스 카디널스 | NL   | 첫 번째 | 47   | 20   | 27   | 0.426 | 4    |                                      |
| 1996 | 55   | 뉴욕 양키스           | AL   |         | 162  | 92   | 70   | 0.568 | 1    | 월드시리즈 우승                      |
| 1997 | 56   | 뉴욕 양키스           | AL   |         | 162  | 96   | 66   | 0.593 | 2    |                                      |
| 1998 | 57   | 뉴욕 양키스           | AL   |         | 162  | 114  | 48   | 0.704 | 1    | 월드시리즈 우승                      |
| 1999 | 58   | 뉴욕 양키스           | AL   |         | 162  | 98   | 64   | 0.605 | 1    | 월드시리즈 우승                      |
| 2000 | 59   | 뉴욕 양키스           | AL   |         | 161  | 87   | 74   | 0.54  | 1    | 월드시리즈 우승                      |
| 2001 | 60   | 뉴욕 양키스           | AL   |         | 161  | 95   | 65   | 0.594 | 1    | 아메리칸 리그 챔피언                 |
| 2002 | 61   | 뉴욕 양키스           | AL   |         | 161  | 103  | 58   | 0.64  | 1    |                                      |
| 2003 | 62   | 뉴욕 양키스           | AL   |         | 163  | 101  | 61   | 0.623 | 1    | 아메리칸 리그 챔피언                 |
| 2004 | 63   | 뉴욕 양키스           | AL   |         | 162  | 101  | 61   | 0.623 | 1    |                                      |
| 2005 | 64   | 뉴욕 양키스           | AL   |         | 162  | 95   | 67   | 0.586 | 1    |                                      |
| 2006 | 65   | 뉴욕 양키스           | AL   |         | 162  | 97   | 65   | 0.599 | 1    |                                      |
| 2007 | 66   | 뉴욕 양키스           | AL   |         | 162  | 94   | 68   | 0.58  | 2    |                                      |
| 2008 | 67   | LA 다저스             | NL   |         | 162  | 84   | 78   | 0.519 | 1    |                                      |
| 2009 | 68   | LA 다저스             | NL   |         | 162  | 95   | 67   | 0.586 | 1    |                                      |
| 2010 | 69   | LA 다저스             | NL   |         | 162  | 80   | 82   | 0.494 | 4    |                                      |
|      |      | 뉴욕 메츠             |      | 5년     | 709  | 286  | 420  | 0.405 | 5.3  |                                      |
|      |      | 애틀란타 브레이브스   |      | 3년     | 486  | 257  | 229  | 0.529 | 2    |                                      |
|      |      | 세인트루이스 카디널스 |      | 6년     | 706  | 351  | 354  | 0.498 | 3.5  |                                      |
|      |      | 뉴욕 양키스           |      | 12년    | 1942 | 1173 | 767  | 0.605 | 1.2  | 리그 챔피언 6번, 월드시리즈 우승 4번 |
|      |      | LA 다저스             |      | 3년     | 486  | 259  | 227  | 0.533 | 2    |                                      |
|      |      |                       |      | 29년    | 4329 | 2326 | 1997 | 0.538 | 2.6  | 리그 챔피언 6번, 월드시리즈 우승 4번 |

## 주요경력 및 수상경력
- 올스타전 9회 출전 (1963년 ~ 1967년, 1970년 ~ 1973년)
- 내셔널리그 MVP 1회 (1971년)[1]
- 내셔널리그 수위타자 1회 (1971년 - .363)
- 내셔널리그 최다안타 1회 (1971년 - 230개)
- 내셔널리그 최다타점 1회 (1971년 - 137개)
- 월드시리즈 4번 우승 (1996년, 1998년 ~ 2000년)
- 아메리칸리그 '최우수 감독상' 2번 수상 (1996년, 1998년)
- 지구 우승 13번 (애틀랜타 브레이브스 - 내셔널 리그 서부 1982년, 뉴욕 양키스 - 아메리칸 리그 동부 1996년, 1998년 ~ 2006년, LA 다저스 - 2008년 ~ 2009년)
- 리그 챔피언십 우승 6번 (뉴욕 양키스 - 아메리칸 리그 1996년, 1998년 ~ 2001년, 2003년)
- 월드시리즈 우승 4번 (뉴욕 양키스 - 1996년, 1998년 ~ 2000년)